# 北川敬一
北川 敬一（きたがわ けいいち）は、日本のテレビドラマ、映画のプロデューサー・監督。

## 経歴
京都府出身。東山高校、早稲田大学第一文学部人文学科、多摩芸術学園映画学科卒業。現在は埼玉県在住。

## 主な助監督作品

### 映画
- バカヤロー!4 YOU! お前のことだよ（1991年、光和インターナショナル）
- 家なき子（1994年、日本テレビ）

### オリジナルビデオ
- 呪怨（1999年、東映ビデオ）

### テレビ
- 古畑任三郎（1995年、フジテレビ）
- 合い言葉は勇気（2000年、フジテレビ）
- エンジン（2005年、フジテレビ）

## 主な企画・監督作品

### ドキュメンタリー
- GOOD-BY（神奈川芸術祭映像コンクール入選）
- 空気（神奈川芸術祭映像コンクール優秀賞）
- 吃音に向き合うためのドキュメンタリー映像集「ただ、そばにいる」（2011年、平成23年度　第32回　厚生労働省　社会保障審議会推薦児童文化財）

### テレビドラマ
- 木曜の怪談・最終回SP「怪奇倶楽部　番外編」（1996年、フジテレビ）
- 木曜の怪談・直前SP「広末涼子のすべて」（1997年、フジテレビ）
- 愛犬ロシナンテの災難（2001年、日本テレビ）
- ビューティ7（2001年、日本テレビ）
- 探偵家族（2002年、日本テレビ）
- 運命の瞬間SP ノーベル賞・田中耕一（2002年、フジテレビ）
- 野ブタ。をプロデュース（2005年、日本テレビ）
- 東京ラブコレクション（2006年、GyaO）
- バンビ〜ノ!・スピンオフ（2007年、日本テレビ）
- 正しい王子のつくり方（2008年、テレビ東京）
- やつらは多分宇宙人（2009年、BSフジ）
- あり得ない!（2009年、毎日放送）
- ろくでなしBLUES（2011年、日本テレビ）

### 映画
- 鷲宮☆物語（2010年、埼玉県鷲宮町）

### 書籍
- 吃音のこと、わかってください

クラスがえ、進学、就職。どもるとき、どうしてきたか（2013年　岩崎書店）
- 成人吃音とともに（ＤＶＤ付録あり）

文章と写真と映像で、吃音を考える（2017年　学苑社）